# Batalha de Hastings
A batalha de Hastings foi travada em 14 de outubro de 1066 entre o exército franco-normando do duque Guilherme II da Normandia (r. 1035–1087) e um exército inglês sob o rei anglo-saxão Haroldo II (r. 1066), durante a conquista normanda da Inglaterra. Ocorreu cerca de 11 quilômetros a noroeste de Hastings, perto da atual cidade de Battle, em East Sussex, e teve como resultado uma decisiva vitória normanda.
O estopim da batalha foi a morte do rei sem filhos Eduardo, o Confessor (r. 1042–1066), em janeiro de 1066, o que ocasionou uma luta pela sucessão entre os vários pretendentes ao trono. Haroldo foi coroado rei logo após a morte de Eduardo, mas enfrentou invasões de Guilherme, de seu próprio irmão Tostigo e do rei norueguês Haroldo Hardrada (r. 1046–1066). Hardrada e Tostigo derrotaram um exército apressadamente reunido pelos ingleses na batalha de Fulford em 20 de setembro de 1066, e foram, por sua vez, derrotados por Haroldo na batalha de Stamford Bridge, cinco dias depois. As mortes de Tostigo e Hardrada em Stamford Bridge deixaram Guilherme como único adversário sério de Haroldo da Inglaterra. Enquanto o rei inglês e suas forças estavam se recuperando da batalha, Guilherme desembarcou seus exércitos invasores no sul da Inglaterra, em Pevensey, em 28 de setembro de 1066 e estabeleceu uma praça de armas para a conquista do reino. Haroldo foi forçado a marchar rapidamente ao sul, reunindo forças no caminho.
Os números exatos de pessoas presentes na batalha são desconhecidos; as estimativas estão em torno de 10 000 soldados para Guilherme e cerca de 7 000 para Haroldo. A composição das forças é mais clara: o exército inglês era composto quase inteiramente de infantaria e tinha poucos arqueiros, enquanto que apenas cerca da metade da força invasora era de infantaria, o restante dividido igualmente entre a cavalaria e arqueiros. Haroldo parece ter tentado surpreender o duque da Normandia, mas batedores encontraram seu exército e relataram sua chegada a Guilherme, que marchou de Hastings ao campo de batalha para enfrentar o rei da Inglaterra. A batalha durou cerca de nove horas ao anoitecer. Os primeiros esforços dos invasores para quebrar as linhas de batalha inglesa tiveram pouco efeito; portanto, os normandos adotaram a tática de fingir que fugiam em pânico e então atacar seus perseguidores. A morte de Haroldo, provavelmente perto do fim da batalha, levou à retirada e à derrota da maior parte de seu exército. Após novas marchas e algumas escaramuças, Guilherme foi coroado rei no dia do Natal de 1066.
Embora continuasse a haver rebeliões e resistência ao regime do duque da Normandia, Hastings efetivamente marcou o culminar da conquista de Guilherme na Inglaterra. O número de vítimas é difícil de precisar, mas alguns historiadores estimam que 2 000 invasores morreram junto com um número cerca de duas vezes maior de ingleses. Guilherme fundou a Abadia de Battle no local da batalha, o altar-mor da igreja da abadia sendo supostamente colocado no local onde Haroldo morreu.

## Prelúdio
Em 911, o governante franco-carolíngio Carlos, o Simples (r. 893–922) permitiu que um grupo de vikings, sob seu líder Rollo, se estabelecesse na Normandia. Sua solução foi bem sucedida, e eles se adaptaram rapidamente à cultura nativa, do paganismo convertendo-se ao cristianismo, e casando-se com a população local. Com o tempo, as fronteiras do ducado se expandiram a oeste. Em 1002, o rei Etelredo II de Inglaterra (r. 978–1016) casou-se com Ema, a irmã de Ricardo II da Normandia (r. 996–1026). Seu filho Eduardo, o Confessor (r. 1042–1066), que passou muitos anos em exílio na Normandia, lhe sucedeu no trono inglês em 1042. Isto levou à criação de um poderoso interesse normando na política inglesa, pois Eduardo apoiou-se fortemente em seus antigos anfitriões, trazendo cortesãos, soldados e clérigos normandos e nomeando-os a cargos de poder, particularmente na Igreja. Sem filhos e envolvido em conflito com o formidável Goduíno de Wessex e seus filhos, Eduardo também pode ter incentivado as ambições do duque Guilherme da Normandia ao trono da Inglaterra.

### Crise de sucessão na Inglaterra
Após a morte do rei Eduardo em 5 de janeiro de 1066, a falta de um herdeiro legítimo levou a uma sucessão disputada em que vários candidatos colocaram sua reivindicação ao trono da Inglaterra. O sucessor imediato de Eduardo era o Conde de Wessex, Haroldo Godwinson, o mais rico e mais poderoso dos aristocratas ingleses e filho de Goduíno, o antigo adversário do falecido rei. Haroldo foi eleito rei pela Witenagemot da Inglaterra e coroado pelo Arcebispo de Iorque, Aldredo (1060–1069), embora a propaganda normanda tenha alegado que a cerimônia fora realizada por Estigando, o não canonicamente eleito Arcebispo de Cantuária. Haroldo foi imediatamente desafiado por dois poderosos governantes vizinhos. O duque Guilherme alegou que o trono lhe tinha sido prometido pelo rei Eduardo e que Haroldo tinha jurado estar de acordo com isso. Haroldo III da Noruega (r. 1046–1066), vulgarmente conhecido como Haroldo Hardrada, também contestou a sucessão. Seu direito ao trono foi baseado em um acordo entre seu antecessor Magno I (r. 1035–1047) e o rei anterior da Inglaterra Hardacanuto (r. 1035–1042), pelo qual se um morresse sem herdeiros o outro herdaria tanto a Inglaterra como a Noruega. Guilherme e Haroldo imediatamente começaram a preparar tropas e navios para invasões distintas.

### Invasões de Tostigo e Hardrada
No início de 1066, o irmão exilado de Haroldo, Tostigo invadiu o sudeste da Inglaterra com uma frota que tinha recrutado em Flandres, mais tarde juntaram-se outros navios das Órcades. Ameaçado pela frota de Haroldo, Tostigo moveu-se para o norte e invadiu a Ânglia Oriental e Lincolnshire. Foi levado de volta aos seus navios pelos irmãos Eduíno de Mércia e Morcar de Nortúmbria. A maioria de seus seguidores desertou e ele retirou-se para a Escócia, onde passou metade do ano recrutando novas forças. Haroldo III da Noruega invadiu o norte da Inglaterra no início de setembro, levando uma frota de mais de 300 navios transportando talvez 15 000 homens. O exército do rei norueguês foi ampliado pelas forças de Tostigo, que apoiou a proposta de sucessão do rei norueguês. Avançando em Iorque, os noruegueses ocuparam a cidade depois de derrotarem um exército inglês do norte sob Eduíno e Morcar em 20 de setembro, na batalha de Fulford.

## Exército inglês e a preparação de Haroldo

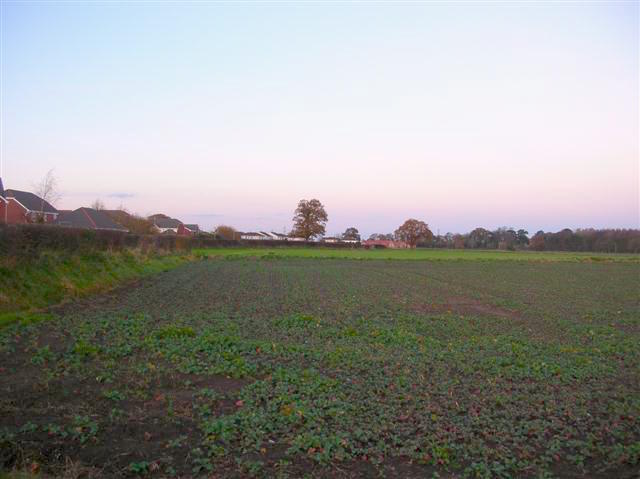
O local da batalha de Stamford Bridge

O exército inglês era organizado em linhas regionais, com a fyrd ou imposição local, que servia um nobre da região  – fosse um conde, bispo ou xerife. A fyrd era composta de homens que possuíam sua própria terra, e eram equipados por sua comunidade para atender as demandas do rei nas forças militares. A cada cinco hidas, ou unidades de terra nominalmente capazes de sustentar um agregado familiar, um homem deveria servir. Parece que a centena (ou Hundred) era a principal unidade de organização da fyrd. Como um todo, a Inglaterra poderia fornecer cerca de 14 000 homens para o grupo, quando fossem chamados. A fyrd geralmente servia por dois meses, exceto em situações de emergência. Era raro toda a organização nacional ser chamada para combate; entre 1046 e 1065 ela foi chamada apenas três vezes, em 1051, 1052 e 1065. O rei também tinha um grupo pessoal de soldados, conhecidos como housecarls, que formavam a espinha dorsal das forças reais. Alguns condes também tinham suas próprias forças de housecarls. Tanos, as elites proprietárias de terras locais, lutavam fosse com os housecarls reais ou se apegavam às forças de um conde ou outro magnata. Ambos fyrd e os housecarls lutavam a pé, com a principal diferença entre eles, sendo que os housecarl possuíam armaduras superiores. O exército inglês não parecia ter tido um número significativo de arqueiros.
Haroldo II tinha passado meados de 1066 na costa sul com um grande exército e frotas à espera de Guilherme e sua invasão. A maior parte de suas forças era composta de milícias que precisavam fazer seus cultivos, então em 8 de setembro ele descartou a milícia e a frota. O conhecimento da invasão norueguesa ocorreu no norte, quando reunia forças enquanto subia, e ele pegou os noruegueses de surpresa, derrotando-os na batalha de Stamford Bridge em 25 de setembro. Haroldo Hardrada e Tostigo foram mortos, e os noruegueses sofreram perdas tão grandes que apenas 24 dos 300 navios originais foram necessários para levar os sobreviventes. A vitória inglesa veio a grande custo, já que o exército do rei havia ficado muito enfraquecido.

## Preparação e desembarque de Guilherme

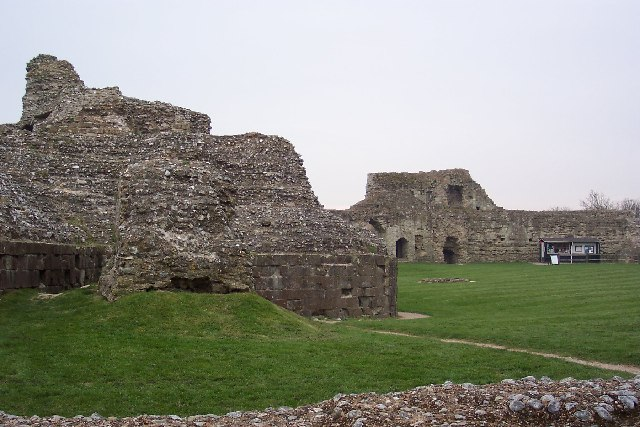
Ruínas do interior do Castelo de Pevensey, algumas das quais remontam a logo após a Batalha de Hastings.

Guilherme montou uma grande frota de invasão e um exército recolhido a partir da Normandia e no resto da França, incluindo grandes contingentes da Bretanha e da Flandres. Passou quase nove meses se preparando, assim como teve que construir uma frota do nada. De acordo com algumas crônicas normandas, também garantiu apoio diplomático, embora a precisão dos relatos tem sido questão de debate histórico. A afirmação mais famosa é que o papa Alexandre II (1061–1073) teria dado uma bandeira papal como um sinal de apoio, que só aparece no conto de Guilherme de Poitiers, e não em narrativas mais contemporâneas. Em abril 1066, o cometa Halley apareceu no céu, e foi amplamente divulgado em toda a Europa. Relatos da época ligaram a aparição do cometa com a crise de sucessão na Inglaterra.
Guilherme reuniu suas forças em Saint-Valery-sur-Somme, e estava pronto para cruzar o canal da Mancha por volta de 12 agosto. Mas a travessia foi adiada, por causa das condições climáticas desfavoráveis ou para evitar ser interceptado pela poderosa frota inglesa. Os normandos cruzaram à Inglaterra alguns dias depois da vitória de Haroldo sobre os noruegueses, após a dispersão da força naval do rei da Inglaterra, e desembarcaram em Pevensey, Sussex, em 28 de setembro. Alguns navios tomaram o rumo certo e desembarcaram em Romney, onde os normandos lutaram contra a fyrd local. Após o desembarque, as forças de Guilherme construíram um castelo de madeira em Hastings, a partir do qual invadiram a área circundante. Mais fortificações foram erguidas em Pevensey.

### Forças normandas em Hastings

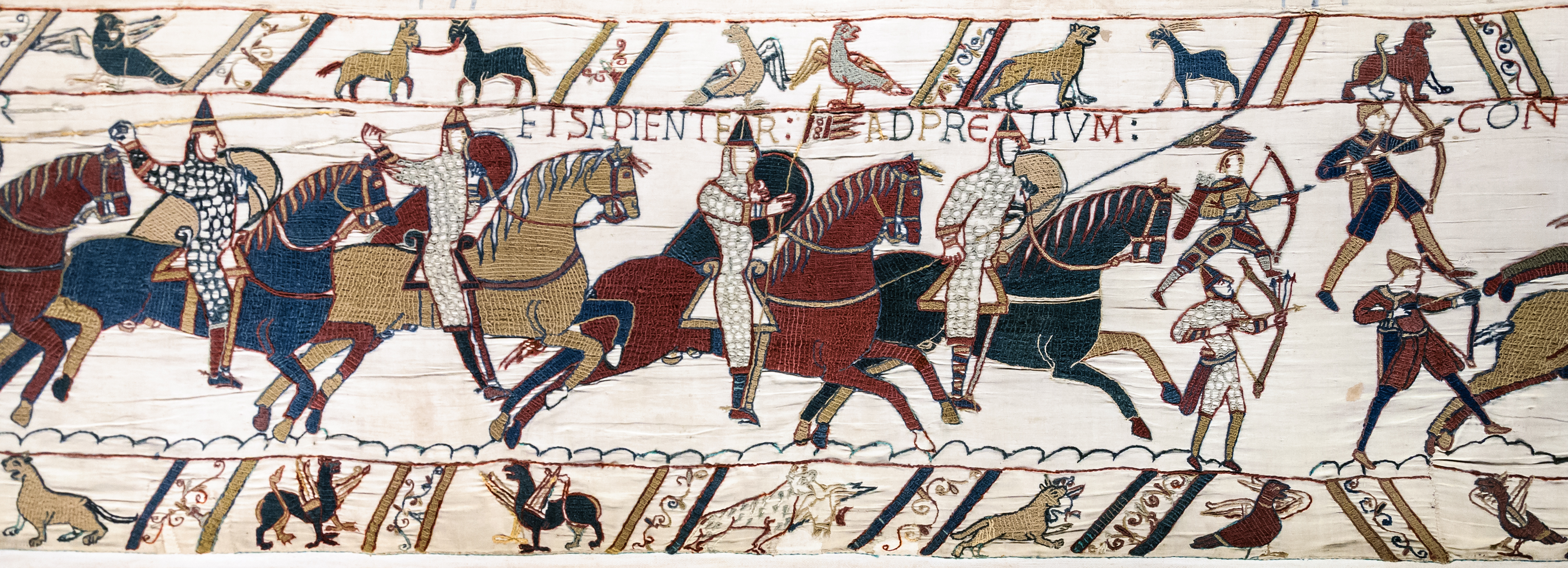
Cavaleiros e arqueiros normandos na batalha de Hastings, representados na tapeçaria de Bayeux

Os números exatos e composição da força de Guilherme são desconhecidos. Um documento contemporâneo afirma que o duque de Normandia tinha 776 navios, mas este pode ser um número exagerado. Números dados por escritores da época são muito exagerados, variando de 14 000 a 150 000 homens. Os historiadores modernos têm oferecido uma série de estimativas para o tamanho das forças de Guilherme: 7 000-8 000 homens, 1 000-2 000 deles na cavalaria; 10 000-12 000 homens; 10 000 homens, 3 000 deles de cavalaria; ou 7 500 homens. O exército consistia de cavalaria, infantaria e arqueiros ou besteiros. Havia números aproximadamente iguais de cavaleiros e arqueiros e os soldados eram em número igual aos outros dois tipos combinados. Listas posteriores dos companheiros de Guilherme o Conquistador são existentes, mas a maioria é preenchida com nomes extras. Apenas cerca de 35 pessoas nomeadas podem ser identificadas de forma confiável como presentes junto com Guilherme em Hastings.
A principal armadura utilizada era a cota de malha, geralmente na altura do joelho, com fendas para permitir a equitação, alguns com mangas até os cotovelos. Algumas cotas de malha podem ter sido feitas de escamas unidas a uma túnica, com as escamas feitas de metal, chifre ou couro endurecido. Os elmos eram geralmente capacetes de metal cônico com uma faixa de metal que se estendia abaixo para proteger o nariz. Cavaleiros e infantes levavam escudos. O escudo do soldado de infantaria era geralmente redondo e feito de madeira, com reforço de metal. Cavaleiros tinham mudado para um escudo em forma de asa e geralmente ficavam armados com uma lança. A lança formulada, portada dobrada contra o corpo sob o braço direito, era um requinte relativamente novo e provavelmente não foi usada em Hastings; o terreno era desfavorável para longos embates montados. Tanto a infantaria quanto a cavalaria geralmente lutavam com uma espada ereta, cumprida e de dois gumes. A infantaria também podia usar dardos e lanças longas. Alguns cavaleiros podem ter usado uma maça em vez da espada. Arqueiros teriam usado um autoarco ou uma besta, e a maioria não teria armadura.

## Haroldo move-se ao sul
Depois de derrotar seu irmão Tostigo e Haroldo Hardrada no norte, deixou muito de suas forças na região, incluindo Morcar e Eduíno, e marchou com o resto de seu exército ao sul para lidar com a ameaça da invasão normanda. Não está claro quando Haroldo ficou sabendo do desembarque de Guilherme, mas é provável que foi enquanto estava viajando para o sul. O rei parou em Londres, e ficou lá por cerca de uma semana antes de Hastings, por isso é provável que tenha passado cerca de uma semana em sua marcha para o sul, com uma média de cerca de 43 quilômetros por dia, em um total de 320 quilômetros. Haroldo acampou no monte Caldbec na noite de 13 de outubro, perto do que foi descrito como uma "macieira cinzenta". Esta localização estava a cerca de 13 quilômetros do castelo de Guilherme em Hastings. Alguns dos primeiros contos franceses contemporâneos mencionam um emissário ou emissários enviados pelo rei da Inglaterra ao duque da Normandia, o que é provável. Nada veio desses esforços.
Embora Haroldo tenha tentado surpreender os normandos, batedores de Guilherme relataram ao duque a chegada inglesa. Os eventos exatos que precederam a batalha são obscuros, contraditórias com os contos nas fontes, mas todos concordam que Guilherme liderou seu exército de seu castelo e avançou em direção ao inimigo. Haroldo tinha tomado uma posição defensiva no topo do monte Senlac (atual Battle, East Sussex), a cerca de 9,7 quilômetros do castelo de Guilherme em Hastings.

### Forças inglesas em Hastings

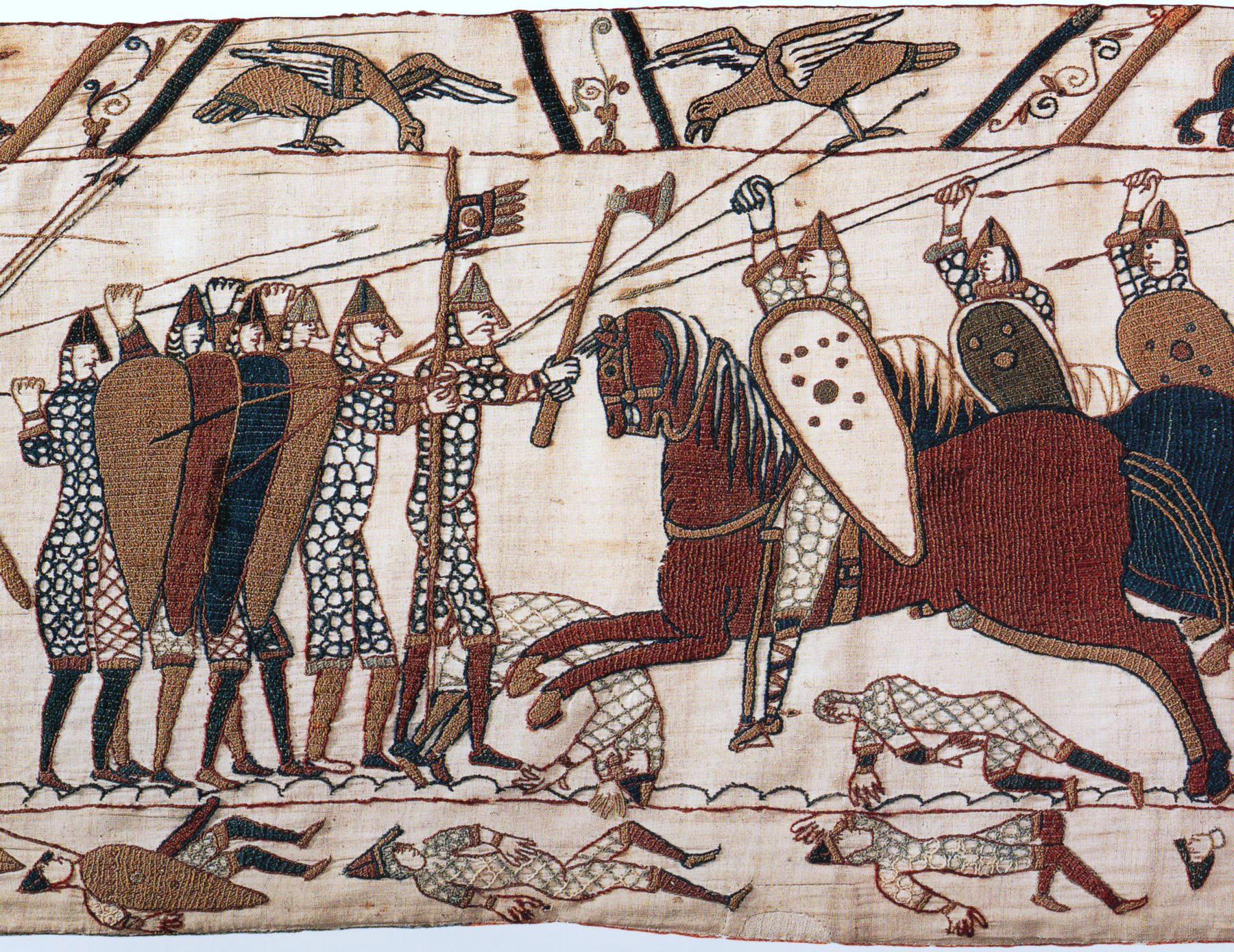
Cena da tapeçaria Bayeux que descreve soldados normandos montados atacando anglo-saxões que estão lutando a pé em uma parede de escudos

O número exato de soldados do exército de Haroldo é desconhecido. Os registros da época não dão números fiáveis; algumas fontes normandas dão 400 000 a 1 200 000 homens do lado do rei. Fontes inglesas geralmente dão números muito baixos ao exército de Haroldo, talvez para fazer com que a derrota inglesa pareça menos devastadora. Historiadores recentes têm sugerido números entre 5 000 e 13 000 homens para o exército do rei da Inglaterra em Hastings, e a maioria dos historiadores modernos defendem uma cifra de 7 000 a 8 000 tropas inglesas. Estes homens teriam sido uma mistura da fyrd e dos housecarls. Poucos indivíduos ingleses são conhecidos por terem estado na batalha; cerca de 20 pessoas nomeadas podem razoavelmente ter lutado ao lado de Haroldo em Hastings, incluindo seus irmãos Girto e Leofivino e dois outros parentes.
O exército inglês consistia inteiramente de infantaria. É possível que alguns dos membros da classe mais altas do exército tenham cavalgado para a batalha, mas quando a peleja começou teriam apeado para lutar a pé. O núcleo do exército era formado por housecarls, em tempo integral soldados profissionais. Sua armadura consistia em um capacete cônico, uma malha de hauberk, e um escudo, que pode ter sido em forma de asa ou redondo. A maior parte dos housecarls lutaram com o machado de batalha dinamarquês de duas mãos, mas também podem ter levado uma espada. O resto do exército era formado por imposições da fyrd, também infantaria, porém mais levemente blindados e não profissionais. A maior parte da infantaria teria formado a parte da parede de escudos na qual todos os homens nas fileiras da frente pendiam seus escudos juntos. Atrás deles teriam ficado homens com machados e homens com lanças, assim como arqueiros.

## A batalha

### Antecedentes e localização

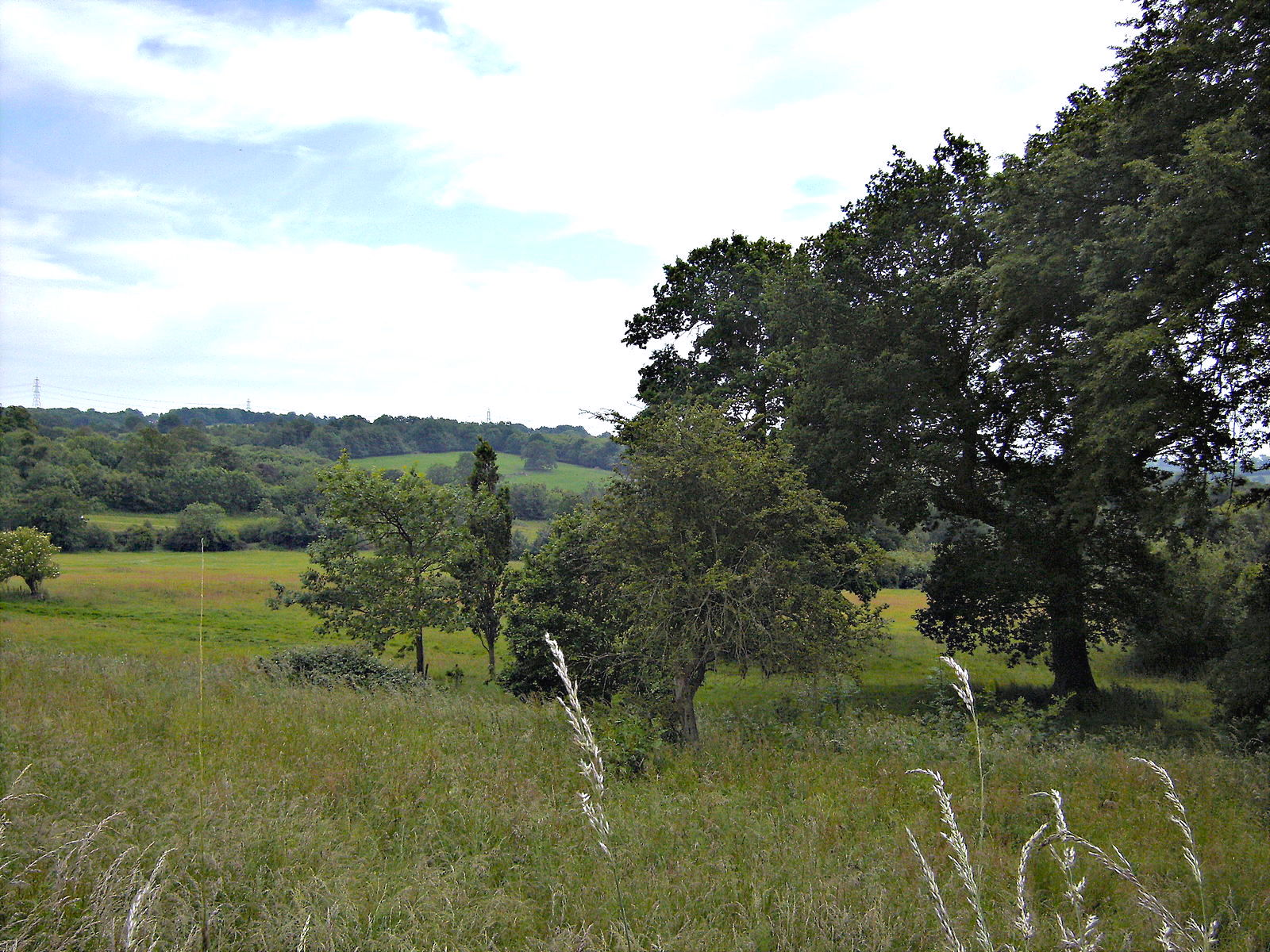
O campo de batalha do lado norte

Como muitos dos relatos primários contradizem uns aos outros algumas vezes, é impossível fornecer uma descrição inquestionável da batalha. Os únicos fatos incontestáveis são que a luta começou às 9 horas, no sábado, de 14 de outubro de 1066 e que durou até o anoitecer. O pôr do sol no dia da batalha ocorreu às 16h54, com o campo de batalha predominantemente escuro às 17h59 e na escuridão total por volta das 18h24 da noite. O nascer da lua naquela noite não aconteceu até às 23h12, por isso, uma vez que o sol se punha, havia pouca luz no campo de batalha. Guilherme de Jumièges relata que o duque Guilherme manteve seu exército armado e pronto contra um ataque noturno surpresa durante toda a noite anterior. A batalha ocorreu 11 quilômetros ao norte de Hastings na atual cidade de Battle, entre dois montes – o monte Caldbec ao norte e o monte Telham ao sul. A área era densamente arborizada, com um pântano nas proximidades. O nome tradicionalmente dado à batalha é incomum  – havia vários assentamentos mais próximos do campo de batalha do que a cidade de Hastings. A Crônica Anglo-Saxônica chamou a batalha "na macieira venerável". Quarenta anos depois, a batalha também era conhecida como Senlac, uma adaptação da palavra franco-normanda em inglês antigo Sandlacu, que significa "água arenosa". Este pode ter sido o nome do córrego que atravessa o campo de batalha. A batalha já estava a ser referida como bellum Hasestingas ou "Batalha de Hastings", a partir de 1087, no Domesday Book.
O nascer do sol aconteceu às 6:48 da manhã, e os relatórios dos registros são de um dia que estava anormalmente luminoso. Não há registros das condições meteorológicas. A rota que o exército inglês tomou para o campo de batalha não é conhecida com precisão. Várias estradas são possíveis: uma, uma antiga estrada romana que ia de Rochester para Hastings tem sido considerada a mais provável a por causa de um grande tesouro de moedas encontrados nas proximidades, em 1876. Outra possibilidade é uma estrada romana entre Londres e Lewes e, em seguida, sobre as trilhas locais para o campo de batalha. Alguns relatos da batalha indicam que os normandos avançaram de Hastings ao campo de batalha, mas o relato contemporâneo de Guilherme de Jumièges coloca os normandos no local da batalha da noite anterior. A maioria dos historiadores se inclina perante a visão antiga, mas M. K. Lawson argumenta que o conto de Guilherme de Jumièges está correto.

### Distribuições de forças e táticas
A maioria dos historiadores recentes concluem que as forças de Haroldo foram desmembradas em uma pequena e densa formação ao redor do topo do monte Caldbec, com seus flancos protegidos por bosques e um riacho e um terreno pantanoso em sua frente. Lawson aponta à possibilidade de que a linha inglesa estava um pouco mais estendida, o suficiente para ancorar em um dos córregos próximos. Os ingleses formaram uma muralha de escudos, com as fileiras da frente, segurando seus escudos juntos ou mesmo sobrepostos para fornecer a proteção contra ataques.

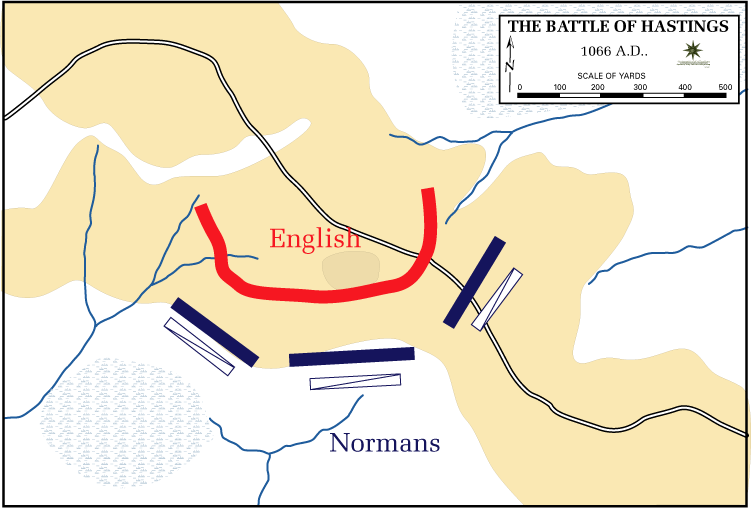
Diagramação das tropas dispostas no campo de batalha

Sabe-se mais sobre o desdobramento normando. O duque Guilherme parece ter organizado suas forças em três grupos, ou "batalhas", que correspondem aproximadamente às suas origens. As unidades da esquerda eram bretões, juntamente com soldados de Anjou, Poitou e Maine. Essa divisão foi liderada por Alano, o Vermelho, um parente do conde bretão. O centro era mantido pelos normandos, sob o comando direto do duque e com muitos de seus parentes e amigos agrupados em torno da facção ducal. A divisão final na direita consistia de franceses, junto com alguns homens de Picardia, Bolonha e Flandres. A direita foi comandada por Guilherme FitzOsbern e o conde Eustácio II de Bolonha (r. 1049–1087). As linhas de frente eram formadas por arqueiros com uma linha de soldados armados com lanças por trás. Provavelmente havia alguns besteiros e fundeiros com os arqueiros. A cavalaria foi mantida na reserva, e não se esperava um pequeno grupo de clérigos e servos situados na base do monte Telham a participarem da batalha.
A disposição das forças de Guilherme indica que ele planejava iniciar a batalha com arqueiros na linha de frente enfraquecendo o inimigo com flechas, seguido de infantaria que queria entrar em combate aberto. A infantaria criaria aberturas nas linhas inglesas que poderiam ser exploradas por um ataque de cavalaria para romper as forças inimigas e perseguir os soldados em fuga.

### Início da batalha

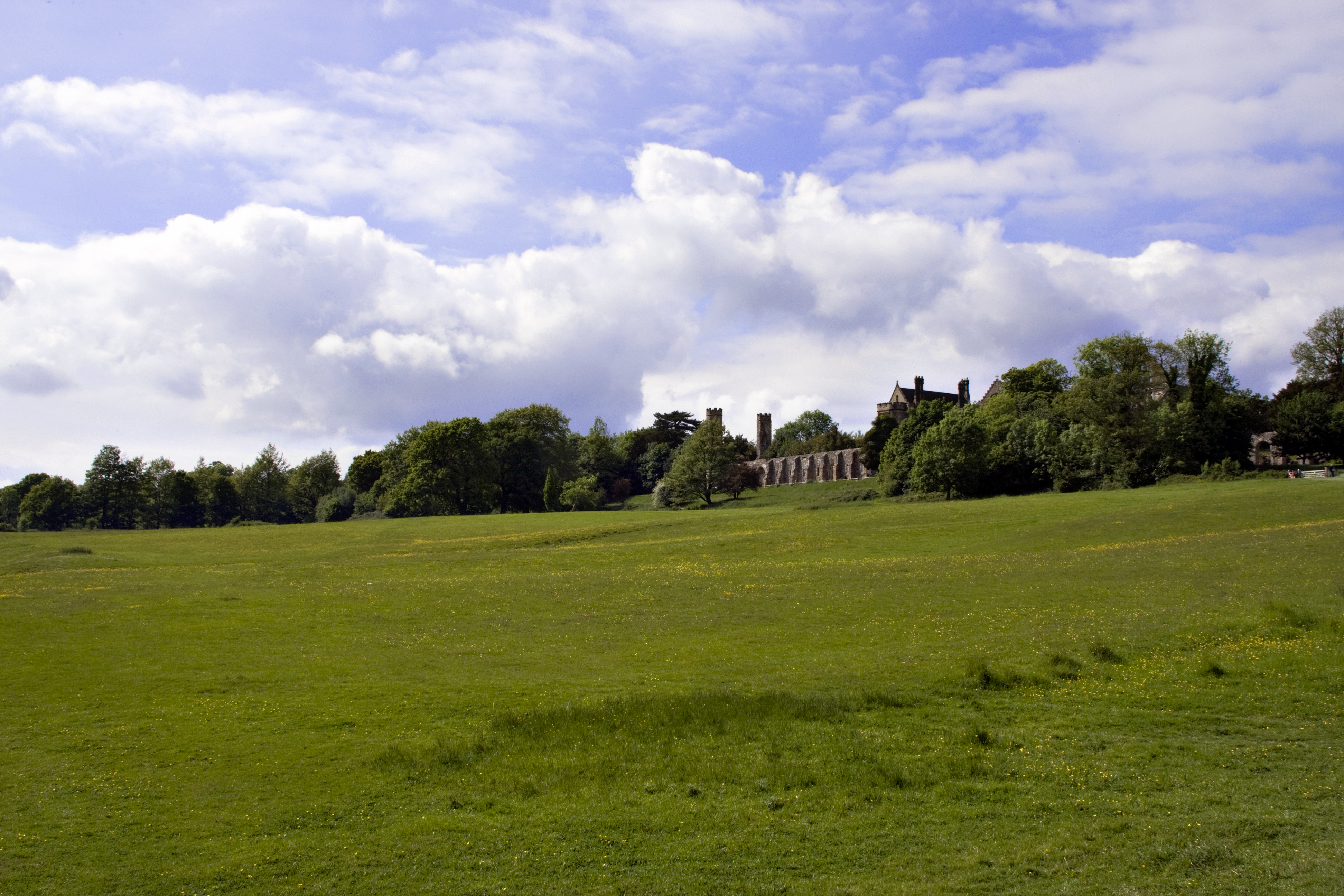
Vista do campo de batalha olhando para o monte Senlac

A batalha começou com os arqueiros normandos atirando sobre a colina na parede de escudos inglesa, com pouco efeito. O ângulo da subida fez com que as flechas ricocheteassem nos escudos dos ingleses ou ultrapassassem seus alvos e voassem por cima do morro. A falta de arqueiros ingleses dificultou os arqueiros do exército de seu inimigo, já que havia poucas flechas inglesas a serem recolhidas e reutilizadas. Após o ataque dos arqueiros, Guilherme enviou os lanceiros à frente para atacarem os ingleses. Eles foram recebidos com uma barragem de projetis, e não flechas mas lanças, machados e pedras. A infantaria foi incapaz de forçar aberturas na parede do escudo, e a cavalaria avançou com apoio. Eles também não conseguiram avançar, e um recuo geral começou, responsabilizando a divisão bretã à esquerda de Guilherme. Começou um rumor de que o duque tinha sido morto, o que aumentou a confusão. As forças inglesas começaram a perseguir os invasores em fuga, mas Guilherme cavalgou através de suas forças, mostrando seu rosto e gritando que ele ainda estava vivo. O duque, em seguida, conduziu um contra-ataque contra as forças inglesas que o perseguiam; alguns ingleses se reuniram em uma colina antes de serem dominados.
Não se sabe se a perseguição inglesa foi ordenada por Haroldo ou se foi espontânea. Wace relata que o rei da Inglaterra ordenou aos seus homens a ficarem em suas formações, mas nenhum outro relato dá esse detalhe. A tapeçaria de Bayeux retrata que a morte dos irmãos de Haroldo, Girto e Leofivino, ocorrem pouco antes do conflito em torno da colina. Isso pode significar que os dois irmãos conduziram a perseguição. O Carmen de Hastingae Proelio relata uma história diferente para a morte de Girto, afirmando que o duque matou o irmão de Haroldo em combate, talvez pensando que ele fosse o rei inglês. Guilherme de Poitiers afirma que os corpos dos irmãos foram encontrados perto de Haroldo, o que implica que eles morreram no final da batalha. É possível que, se os dois irmãos morreram no início da luta, seus corpos possam ter sido levados para Haroldo, assim explicando o porquê de terem sido encontrados perto de seu corpo após a batalha. O historiador militar Peter Marren especulou que se Girto e Leofivino morreram no início da batalha, isso pode ter influenciado Haroldo a ficar e lutar até o fim.

### Retirada fingida

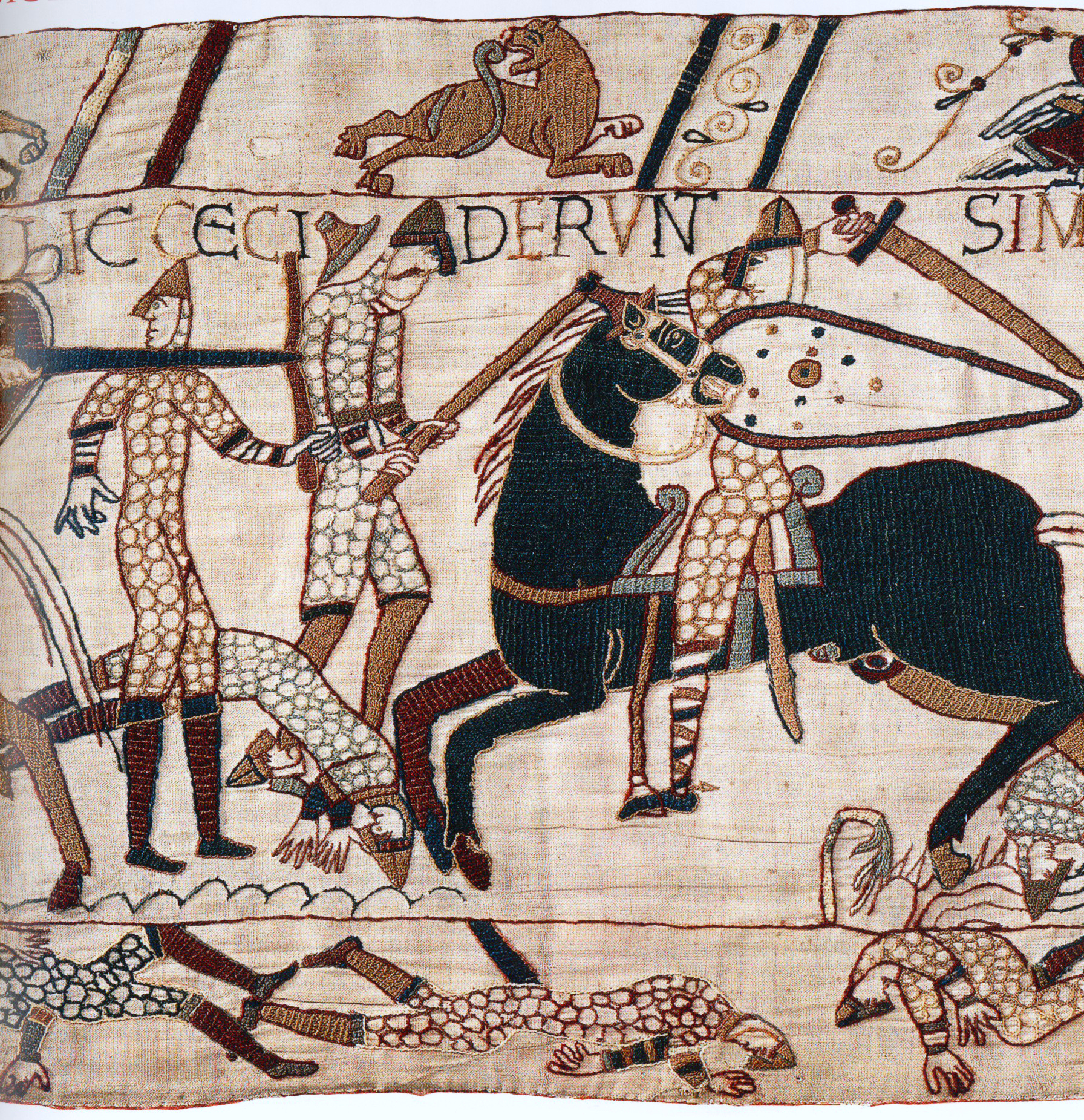
Cena a partir da exibição da tapeçaria de Bayeux montado cavaleiros normandos lutando contra infantaria anglo-saxônica

Provavelmente houve uma calmaria ocorrida no início da tarde, e uma pausa para o descanso e alimentação provavelmente teria sido necessária. Guilherme também pode ter tido tempo necessário para implementar uma nova estratégia, que pode ter sido inspirada na perseguição inglesa e derrota subsequente pelos normandos. Se os exércitos do duque pudessem enviar sua cavalaria contra a parede do escudo e, em seguida, chamar os ingleses em mais perseguições, rupturas na linha inimiga poderiam se formar. Guilherme de Poitiers disse que a tática foi usada duas vezes. Embora argumentos tenham sido feitos de que relatos desta tática dos cronistas foram criados para perdoar a retirada das tropas normandas da batalha, isso é pouco provável como a retirada anterior não estava encoberta, já que tratava-se duma tática usada por outros exércitos normandos durante o período. Alguns historiadores argumentaram que a história do uso da retirada simulada como uma tática deliberada foi inventada depois da batalha; a maioria dos historiadores concorda que foi usada pelos normandos em Hastings.
Embora as retiradas fingidas não quebraram as linhas, eles provavelmente dizimaram as housecarls nas paredes de escudos dos ingleses. Os housecarls foram substituídos pelos membros da fyrd, e a parede do escudo mantida. Arqueiros parecem ter sido usados novamente antes e durante um ataque pela cavalaria e infantaria liderada pelo duque. Embora as fontes do século XII indiquem que os arqueiros receberam ordens para disparar em um ângulo alto para atirar sobre a frente da parede de escudos, não há qualquer vestígio de tal ação nos relatos mais contemporâneos. Não se sabe quantos ataques foram lançados contra as linhas inglesas, mas algumas fontes registram várias ações de ambos os normandos e ingleses que tiveram lugar na luta durante a tarde. O Carmen afirma que o duque Guilherme tinha sob ele dois cavalos mortos durante a luta, mas os relatos de Guilherme de Poitiers afirmam que eram três.

### Morte de Haroldo

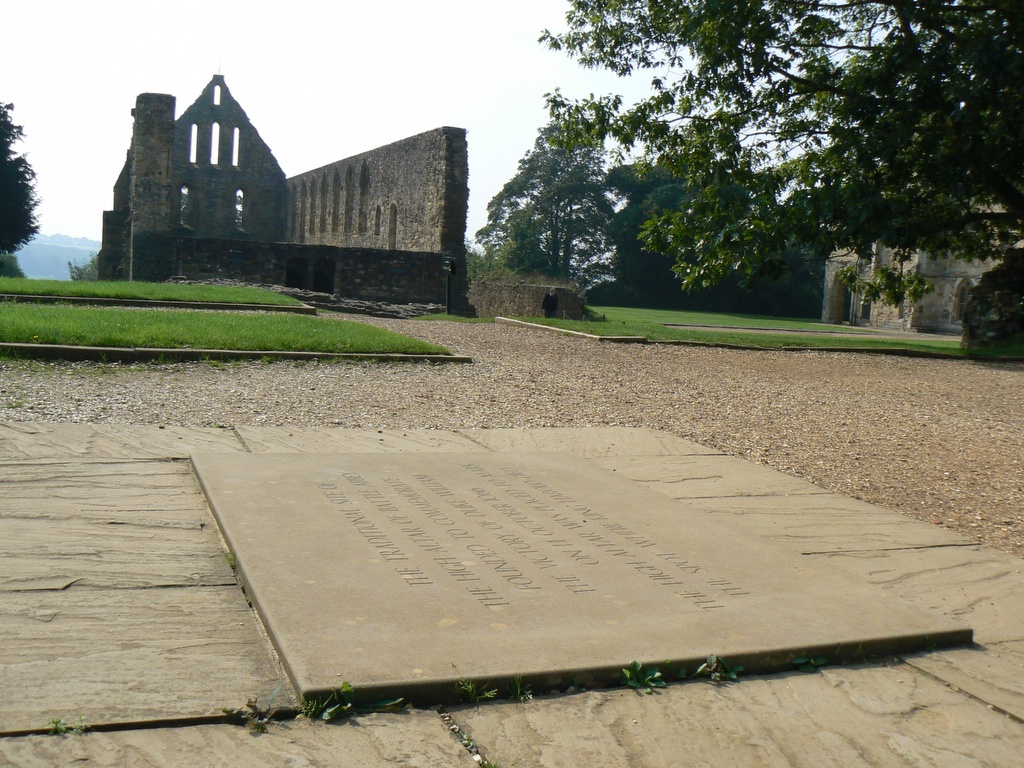
Pedra marcando o local do altar na Abadia de Battle, onde Haroldo morreu.

Haroldo parece ter morrido no final da batalha, embora os relatos nas diversas fontes sejam contraditórios. Guilherme de Poitiers apenas menciona sua morte, sem dar detalhes sobre como ela ocorreu. A tapeçaria não é útil, pois mostra uma figura segurando uma flecha saindo de seu olho ao lado de um guerreiro caído sendo atingindo com uma espada. Entre ambas as figuras há uma declaração: "Aqui o Rei Haroldo foi morto". Não está claro se a figura é Haroldo, ou se ambos são indicações. A menção escrita mais antiga do tradicional relato da morte do rei da Inglaterra por uma flecha em seu olho data da década de 1080, de uma história dos normandos escrita por um monge italiano, Amatus de Montecassino. Guilherme de Malmesbury declarou que Haroldo morreu por uma flecha em seu olho que foi para o cérebro, e que um cavaleiro o feriu ao mesmo tempo. Wace repete o relato da flecha no olho. Carmen afirma que o duque Guilherme matou Haroldo, mas isso é improvável, já que tal feito teria sido gravado em outro lugar. O relato de Guilherme de Jumièges é ainda mais improvável, já que tem o rei morrendo pela manhã, durante a primeira luta. A Crônica da Abadia de Battle afirma que ninguém sabia quem matou Haroldo, já que aconteceu na pressão da batalha. Um biógrafo moderno do rei da Inglaterra, Ian Walker, afirma que provavelmente morreu em decorrência uma flecha no olho, embora também diga que é possível que Haroldo tenha sido atingido por um cavaleiro normando enquanto estava mortalmente ferido. Outro de seus biógrafos, Peter Rex, depois de discutir os vários relatos, conclui que não é possível declarar como Haroldo morreu.
Sua morte deixou as forças inglesas sem liderança, e elas começaram a entrar em colapso. Muitos homens fugiram, mas os soldados da casa real se reuniram em torno do corpo do rei e lutaram até o fim. Os normandos começaram a perseguir as tropas em fuga, e com exceção de uma ação de retaguarda em um local conhecido como "Malfosse", a batalha acabou. O que aconteceu exatamente em Malfosse, ou "Vala do Mal", e onde ocorreu, não é claro. Ocorreu em uma pequena fortificação ou conjunto de trincheiras onde alguns ingleses se reuniram e gravemente feriram Eustácio de Bolonha antes de serem destruídos pelo duque Guilherme.

### Causas do resultado
A derrota de Haroldo foi, provavelmente, devido a várias circunstâncias. Uma delas foi a necessidade de se defender contra duas invasões quase simultâneas. O fato de que o rei tinha dispensado suas forças ao sul da Inglaterra em 8 de setembro também contribuiu para sua derrota. Muitos historiadores culpam Haroldo por apressar o sul e não reunir mais forças antes de enfrentar Guilherme em Hastings, embora não esteja claro se as forças inglesas seriam suficientes para lidar com as forças do duque normando. Contra esses argumentos para um exército inglês exausto, o comprimento da batalha, que durou um dia inteiro, mostram que as forças inglesas não estavam cansadas pela sua longa marcha. Atrelado à velocidade de avanço do rei inglês para Hastings é uma possibilidade que Haroldo pode não ter confiado nos condes Eduíno de Mércia e Morcar da Nortúmbria uma vez que o inimigo deles Tostigo havia sido derrotado e ele recusou-se a levá-los junto com suas forças para o sul. Historiadores modernos têm apontado que uma razão para pressa de Haroldo à batalha era conter depredações de Guilherme e impedi-lo de se libertar de sua cabeça de ponte.
A maior parte da culpa pela derrota provavelmente está nos eventos da batalha. Guilherme era o líder militar mais experiente, e, além disso a falta de cavalaria no lado dos ingleses permitiu a Haroldo menos opções táticas. Alguns escritores têm criticado o rei da Inglaterra por não aproveitar a oportunidade oferecida pelos rumores da morte de Guilherme no início da batalha. Os ingleses parecem ter cometido um erro ao não permanecerem estritamente na defesa, pois quando perseguiram os normandos em retirada, expuseram seus flancos ao ataque inimigo. Não esta claro se isso foi devido à inexperiência dos comandantes ingleses ou à indisciplina dos seus soldados. No final, a morte de Haroldo parece ter sido decisiva, já que marcou o rompimento das desorganizadas forças inglesas. O historiador David Nicolle disse sobre a batalha que os exércitos de Guilherme "demonstraram – não sem dificuldade – a superioridade da cavalaria mista e táticas de infantaria franco-normanda sobre as tradições de infantaria germânico-escandinavas dos anglo-saxões."

## Consequência
No dia seguinte à batalha, o corpo de Haroldo foi identificado, fosse por sua armadura ou marcas em seu corpo. Seu estandarte pessoal foi apresentado a Guilherme, e depois enviado para o papado. Os corpos dos mortos ingleses, incluindo alguns dos irmãos do rei e seus housecarls, foram deixados no campo de batalha, embora alguns foram removidos por parentes posteriormente. Os normandos mortos foram enterrados em uma grande sepultura comum, que não foi encontrada. Os números exatos de vítimas são desconhecidos. Dos ingleses conhecidos por estarem na batalha, o número de mortos implica que a taxa de mortalidade foi de cerca de 50 por cento das pessoas envolvidas, embora isso possa ser muito alto. Dos normandos nomeados que lutaram em Hastings, um em cada sete é afirmado ter morrido, mas estes foram todos os nobres, e é provável que a taxa de mortalidade entre os soldados comuns tenha sido maior. Embora os números de Orderico Vital sejam altamente exagerados, sua proporção de um em cada quatro mortes pode ser precisa. Marren especula que talvez 2 000 normandos e 4 000 ingleses foram mortos em Hastings. Os normandos enterravam seus mortos em valas comuns. Relatórios afirmam que alguns dos ingleses mortos ainda estavam sendo encontrados nas encostas anos mais tarde. Embora estudiosos acreditassem por um longo tempo que os restos mortais não seriam recuperados, devido ao solo ácido, descobertas recentes têm mudado essa visão. Um esqueleto que foi encontrado em um cemitério medieval, e originalmente acreditava-se ser associado com a batalha de Lewes no século XIII, hoje acredita-se estar associado com Hastings.

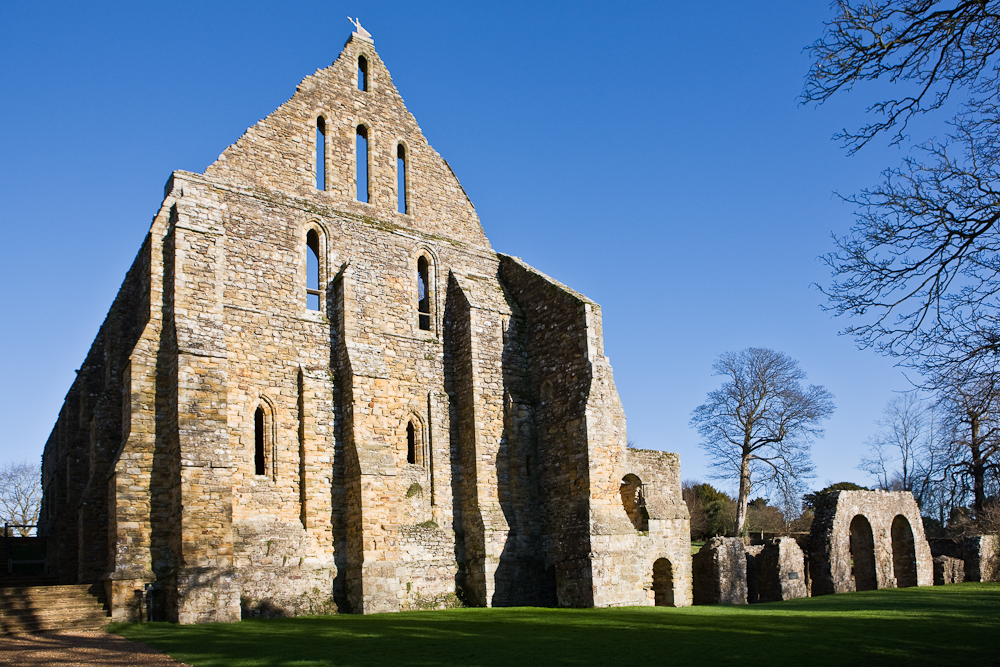
Ruínas do dormitório do monge na abadia de Battle

Uma história relata que Gytha, a mãe de Haroldo, ofereceu ao duque vitorioso o peso do corpo de seu filho em ouro para sua custódia, mas foi recusado. Guilherme ordenou que o corpo do rei fosse jogado no mar, mas se isso ocorreu não esta claro. Outra história conta que foi enterrado no topo de um penhasco. A abadia de Waltham, que havia sido fundada por Haroldo, mais tarde afirmou que seu corpo tinha sido enterrado secretamente lá. Outras lendas alegam que Haroldo não morreu em Hastings, mas escapou e tornou-se um eremita em Chester.
Guilherme deveria receber a apresentação dos líderes ingleses sobreviventes após sua vitória, mas em vez disso Edgar, o Atelingo (r. 1066) foi proclamado rei pela Witenagemot, com o apoio dos condes Eduíno e Morcar, Estigando, o arcebispo de Cantuária, e Aldredo, o arcebispo de Iorque. Portanto, o duque avançou em Londres, marchando em torno da costa de Câncio. Derrotou uma força de ingleses que o atacaram em Southwark, mas não foi capaz de invadir a Ponte de Londres, forçando-o a chegar à capital por um caminho mais tortuoso.
Guilherme subiu o vale do Tâmisa, para atravessar o rio em Wallingford, onde recebeu a apresentação de Estigando. Ele então viajou para o nordeste ao longo de Chilterns, antes de avançar em direção a Londres a partir do noroeste, travando mais combates contra as demais forças da cidade. Os dirigentes ingleses se renderam a Guilherme em Berkhamsted, Hertfordshire. O duque normando foi aclamado rei da Inglaterra e coroado por Aldredo em 25 de dezembro de 1066, na Abadia de Westminster.

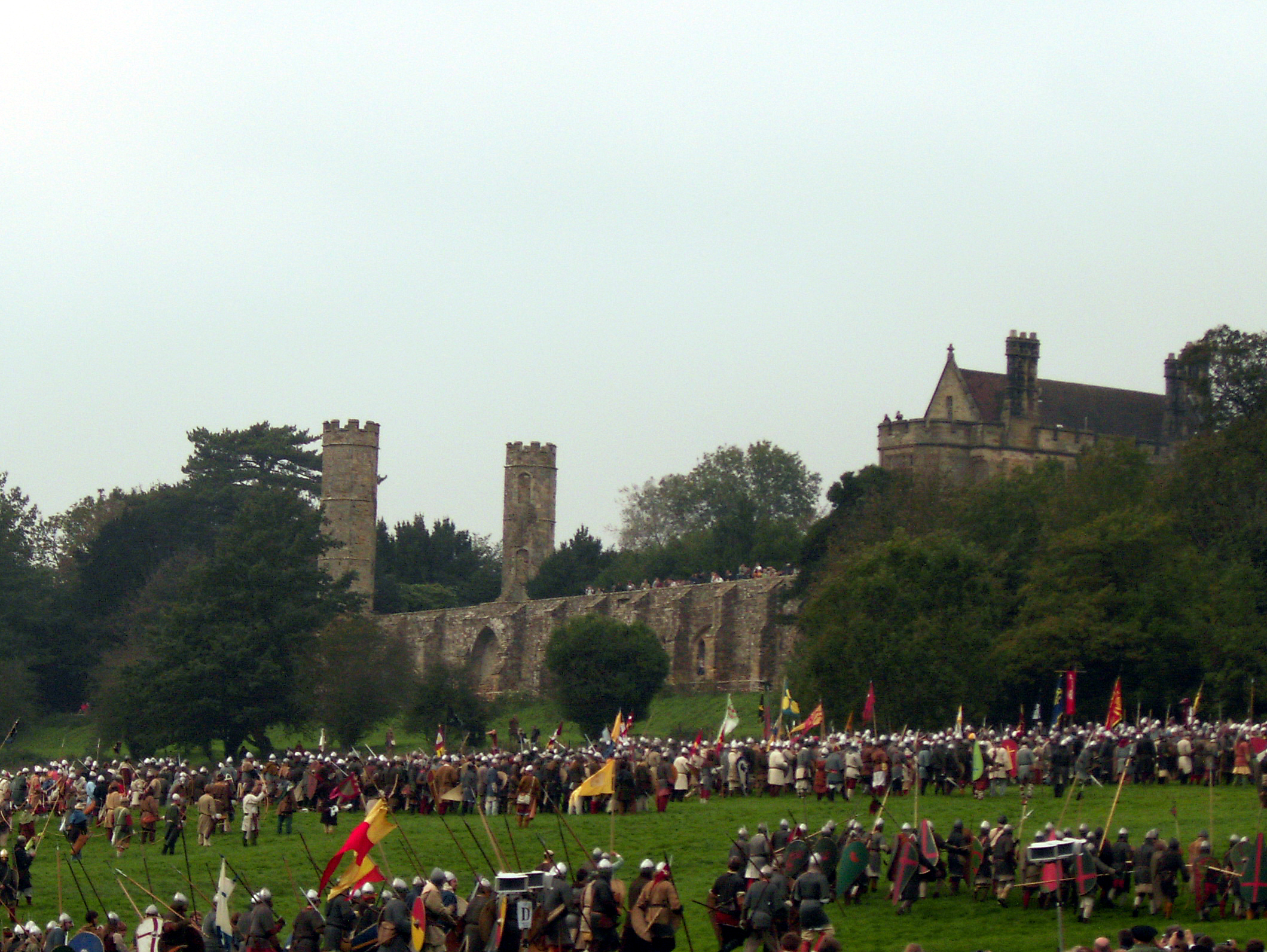
Reconstituição na frente da abadia de Battle

Apesar da apresentação dos nobres ingleses, a resistência continuou a entrar em erupção por vários anos. Houve rebeliões em Exeter, no final de 1067, uma invasão dos filhos de Haroldo, em meados de 1068, e uma revolta em Nortúmbria em 1068. Em 1069, Guilherme enfrentou mais problemas de rebeldes da Nortúmbria, uma frota dinamarquesa invadindo e rebeliões no sul e no oeste da Inglaterra. Ele impiedosamente suprimiu os vários levantes, culminando com a esbulhar do Norte no final de 1069 e início de 1070 que devastou partes do norte da Inglaterra. Uma outra rebelião em 1070 por Herevardo, o Vigilante também foi derrotado pelo rei, em Ely.
A Abadia de Battle foi fundada por Guilherme no local da batalha. De acordo com fontes do século XII, o rei normando fez uma promessa de fundar o mosteiro, e o altar-mor da igreja foi colocado no local onde Haroldo tinha morrido. Mais provavelmente, a fundação foi imposta ao rei pelos legados papais em 1070. A topografia do campo de batalha foi alterada por subsequentes obras da abadia, e o declive defendido pelos ingleses hoje é muito menos acentuado do que era no momento da a batalha; o topo do rebordo também tem sido construído e nivelado. Após a Dissolução dos Mosteiros, as terras da abadia passaram para proprietários seculares, que a usaram como residência ou casa de campo. Em 1976, a propriedade foi colocada à venda e adquirida pelo governo com a ajuda de alguns doadores americanos que quiseram honrar o 200º aniversário da independência americana. Os terrenos do campo de batalha e abadia são atualmente propriedade e administrados pelo English Heritage e são abertas ao público. A tapeçaria de Bayeux é uma narrativa bordada com os acontecimentos que levaram a Hastings provavelmente encomendada por Odão de Bayeux logo após a batalha, talvez para pendurar no palácio do bispo em Bayeux. Nos tempos modernos encenações anuais da batalha de Hastings têm atraído milhares de participantes e espectadores para o local original da batalha.